# Whistling Smith
Whistling Smith ist ein Dokumentar-Kurzfilm von Marrin Canell und Michael J. F. Scott aus dem Jahr 1975, der von Barrie Howells, Scott und Ian McLaren produziert wurde und eine Oscarnominierung erhielt.

## Inhalt und Hintergrund
Der 27-minütige Dokumentar-Kurzfilm ist ein Porträt eines „Tough Cop“ mit einem großen Herzen. Sergeant Bernie „Whistling“ Smith geht pfeifend auf den Straßen von Vancouvers Eastside auf Streife, dem Treffpunkt von Kleinkriminellen, Obdachlosen und eine Vielzahl anderer Charaktere.
Seine Arbeit mit Drogenkonsumenten, kleinen Dieben und Prostituierten in diesem wirtschaftlich schwachen Gebiet, in dem das Gesetz der Straße gilt, ist durch sein unorthodoxes Auftreten geprägt, das ihn zu einem Berater und Freund macht. Der Film gab den Zuschauern einen Einblick in das Leben des 52-jährigen Polizisten und seiner Arbeit mit Prostituierten, Betrunkenen, Drogenhändlern und Süchtigen in seinem Revier. Dabei wurde seine unorthodoxe Arbeitsweise von anderen Beamten durchaus kritisch gesehen. So gibt es eine Sequenz, in der Smith mit einer jungen Prostituierten spricht, die verzweifelt versucht, ihre Kinder von den sozialen Diensten zurückzuerhalten. Smith offenbart seine sanfte Seite, obwohl es klar ist, dass die junge Frau nichts von ihrem Versprechen halten wird.
Barrie Howells und Michael J. F. Scott produzierten den Film der Reihe „Pacificanada“ für die staatliche Filmbehörde Kanadas NFB (National Film Board of Canada). Als Erzähler wirkte Donald Brittain mit, ein Pionier des kanadischen Dokumentarfilms.

## Auszeichnung
Howells und Scott wurden für den Film bei der Oscarverleihung 1976 für den Oscar für den besten Dokumentar-Kurzfilm nominiert.
Das Sound-Rerecording von Jean-Pierre Joutel gewann zudem in dieser Kategorie bei den Canadian Film Awards.